# James Quincey
 (avril 2018).
Si vous disposez d'ouvrages ou d'articles de référence ou si vous connaissez des sites web de qualité traitant du thème abordé ici, merci de compléter l'article en donnant les références utiles à sa vérifiabilité et en les liant à la section « Notes et références ».
Pour les articles homonymes, voir Quincey.
James Robert B. Quincey (né le 8 janvier 1965) est un homme d'affaires britannique vivant aux États-Unis. Il commence  sa carrière à Bain et Co, puis rejoint Coca-Cola en 1996, dont il deviendra directeur des opérations (COO), puis Président-Directeur Général, poste qu'il occupe actuellement.

## Jeunesse et formation initiale
James Robert B. Quincey naît le 8 janvier 1965 à Londres, (Angleterre), et vit à Hanovre, (New Hampshire) pendant trois ans, son père y étant maître de conférences en biochimie au Dartmouth College. À l'âge de cinq ans, il emménage à Birmingham, (Angleterre), où il fréquente la King Edward's School. Il obtient une licence en génie électronique de l'Université de Liverpool. Il parle couramment espagnol.

## Carrière

### Débuts chez Coca Cola
Après ses débuts chez Bain et Co suivi d'une autre entreprise plus petite, il rejoint Coca-Cola en 1996. Avec Coca-Cola, il travaille en Amérique Latine puis au Mexique où il mène l'acquisition de Jugos de Valle. De 2008 à 2012, il est directeur de l'unité opérationnelle de l'Europe  incluant la Scandinavie. En 2013, il devient le directeur du groupe Coca-Cola pour l'Europe. Il y surveille l'acquisition d'Innocent et la vente et la consolidation des opérations d'embouteillage de Coca-Cola. Quand il travaillait avec Coca dès le début, Bloomberg dit qu'il a contribué  à l'obtention de l'entreprise de vendre des parties plus petites.

### Directeur Général et opérationnel (COO)
En août 2015, Coca le nomme directeur des opérations (COO). Il décrit un plan de structuration des marques de l'entreprise en cinq catégories. Il change aussi la gestion et la hiérarchie entière de Coca-Cola.

### PDG
Il est nommé PDG de Coca Cola en décembre 2016, juste après le départ de Kent en retraite. Parmi ses premières actions en tant que PDG, il annonce la diminution de 1.200 personnes du nombre d'emplois, dans le cadre d'un plan d'investissement dans de nouveaux produits et dans le marketing, et de reconstitution du chiffre d'affaires de l'année et la croissance de bénéfice de quatre à six pourcents.
Quincey a aussi dit dans des entretiens, qu'il a voulu débarrasser la culture d'entreprise de Coca-Cola d'une trop grande prudence concernant le risque et qu'il a eu l'intention, de diversifier plus avant le portefeuille de Coca-Cola en accélérant les investissements dans des sociétés en démarrage. Il lance plus tard un plan pour le recyclage, d'ici 2030, d'une bouteille pour chaque bouteille vendue.

## Vie personnelle
James Quincey et sa femme Jacqui ont deux enfants. Il est basé à Atlanta, en Géorgie.